# Hastina
Hastina is een geslacht van vlinders van de familie spanners (Geometridae), uit de onderfamilie Larentiinae.

## Soorten
- H. caeruleolineata Moore, 1888
- H. gemmifera Moore, 1867
- H. pluristrigata Moore, 1867
- H. subfalcaria Christoph, 1881